# Falera

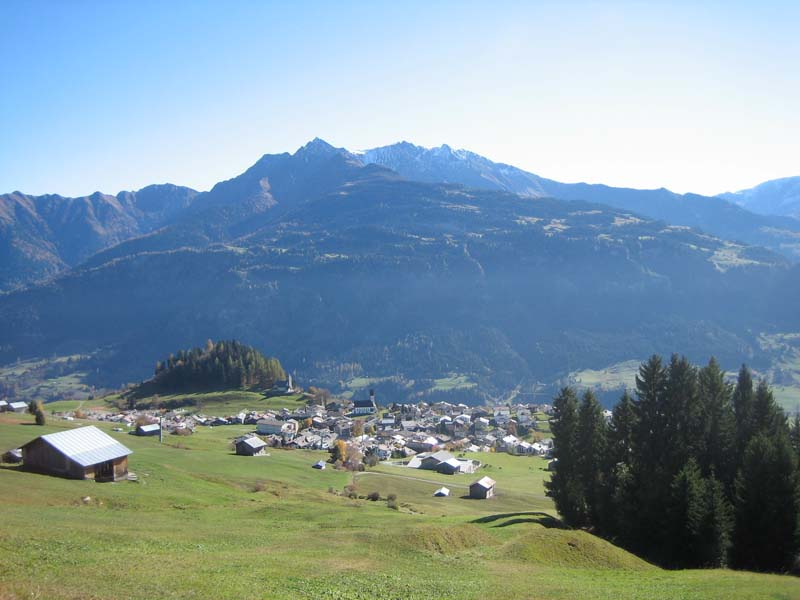
Falera

Falera é uma comuna da Suíça, no Cantão Grisões, com cerca de 545 habitantes. Estende-se por uma área de 22,35 km², de densidade populacional de 24 hab/km². Confina com as seguintes comunas: Laax, Ladir, Ruschein, Sagogn, Schluein, Schnaus.
A língua oficial nesta comuna é o Romanche.
A Falera vive o astrônomo amador José De Queiros.